# Strange Invaders
Invadatori ciudați (în engleză Strange Invaders) este un film SF de groază regizat de Michael Laughlin după un scenariu de Bill Condon. În rolurile principale au interpretat actorii Paul Le Mat, Nancy Allen, Diana Scarwid, Michael Lerner și Louise Fletcher.
A fost produs de studiourile Thorn EMI Screen Entertainment și a avut premiera la 16 septembrie 1983, fiind distribuit de Orion Pictures. Coloana sonoră a fost compusă de John Addison. 
Cheltuielile de producție s-au ridicat la 5,5 milioane $ și a avut încasări de 1,4 milioane $.
Produs ca un omagiu adus filmelor științifico-fantastice din anii 1950, în special Invazia jefuitorilor de trupuri (1956), Strange Invaders a fost creat cu scopul de a fi a doua parte a unei trilogii denumită Strange care a fost anulată, din care trebuia să mai facă parte Strange Behavior (1981), o altă parodie a lui Laughlin a unor filme din anii 1950. Ideea unei trilogii a fost abandonată după ce Invaders nu a reușit să atragă un public numeros. Rolul Dianei Scarwid din acest film i-a adus o nominalizare la premiul Zmeura de Aur pentru cea mai proastă actriță într-un rol secundar.

## Rezumat
În 1958, orașul Centerville, Illinois, (filmat chiar în Centreville, Illinois) a fost invadat de o rasă de extratereștri. Invadatorii pot trage cu lasere din ochii și mâinile lor și pot transforma oamenii în globuri albastre strălucitoare „cristalizate”. Ei au preluat forma oamenilor care au fost fie prinși, fie uciși.
Douăzeci și cinci de ani mai târziu, profesorul de entomologie de la Universitatea Columbia Charles Bigelow (Paul Le Mat) află că fosta lui soție, Margaret Newman (Diana Scarwid), a dispărut în timp ce se afla la înmormântarea mamei ei în Centerville și se duce acolo pentru a o găsi. Extratereștrii deghizați par toți oameni, iar orașul Centerville pare să fi încremenit în anul 1958. Extratereștrii încearcă să-l prindă pe Bigelow în timp ce evadează cu un alt autoturism, dar îi prind câinele, Louie.
După ce vede o fotografie a unui extraterestru într-o revistă tabloid (într-un articol semnat de Betty Walker), Bigelow se întâlnește în curând cu Margaret, care acum îi dezvăluie că este unul dintre extratereștri. Ea îl avertizează pe Bigelow să fugă împreună cu Elizabeth (Lulu Sylbert), fiica lor jumătate om jumătate extraterestru, pentru a o proteja de extratereștri, care vor să o ducă în lumea lor natală. Bigelow și Elizabeth evadează de pe nava extraterestră care pleacă, iar globurile albastre ale orășenilor sunt transformate înapoi la formele lor umane originale. 

## Distribuție
- Paul Le Mat - Charles Bigelow
- Nancy Allen - Betty Walker
- Diana Scarwid - Margaret Newman Bigelow, fosta soție a lui Charles Bigelow și mama lui Elizabeth
- Michael Lerner - Willie Collins
- Louise Fletcher - doamna Benjamin, angajată guvernamentală care supraveghează extratereștri
- Wallace Shawn - Earl, superintendent al blocului de apartamente unde locuiește Betty Walker
- Fiona Lewis - chelneriță/doamna Avon
- Kenneth Tobey - Arthur Newman, rezident în Centerville
- June Lockhart - doamna Bigelow
- Charles Lane - Profesorul Hollister, șeful de departament al lui Charles Bigelow
- Lulu Sylbert - Elizabeth Bigelow, fiica hibridă om/extraterestru a lui Charles și Margaret
- Joel Cohen - Tim
- Dan Shor - adolescent în prolog
- Dey Young - o adolescentă în prolog
- Jack Kehler - angajat la benzinărie
- Mark Goddard - detectiv NYPD
- Thomas Kopache - soldat
- Bobby Pickett - editor
- Connie Kellers - Connie
- Nancy Johnson - stewardesa #1
- Betsy Pickering - stewardesa #2
- Jonathan Ulmer - chelner
- Ron Gillham - primul extraterestru
- Al Roberts - bărbat cu ochelari negri
- Edwina Follows - asistentă
- Patti Medwid - chelneriță

## Producție și primire

### Dezvoltare
Regizorul Michael Laughlin a făcut echipă cu Bill Condon, co-scenarist și producător asociat al filmului Strange Behavior. Prima imagine cu care a venit Laughlin a fost cea a unui peisaj din vestul mijlociu cu o „navă mamă de modă veche plutind prin decor”.
El însuși a scris primele câteva pagini, apoi el și Condon au finalizat scenariul în două părți, fiecare scriind secțiuni diferite. Ei au scris scenariul fără niciun acord, dar erau încrezători că va fi transformat într-un film. Ei chiar au calculat bugetul necesar, au căutat locuri, au distribuit actorii și au lucrat la designul producției în timp ce aranjau finanțarea. Această pre-producție a fost făcută pe cheltuiala lui Condon și Laughlin.
Filmul a fost creat ca un omagiu al filmelor științifico-fantastice din anii 1950. „Cred că atunci a fost inventată toată această viziune științifico-fantastică a viitorului – ideea actuală a viitorului”, a spus Laughlin. "America a crezut că a cucerit lumea. Germanii nu mai aveau de ce să-și facă griji. Japonezii fuseseră învinși. Singurul lucru care mai provoca o posibilă furnicătură prin coloana vertebrală era o invazie din spațiul cosmic."
Pentru a ajuta la producerea filmului, Laughlin l-a adus pe prietenul său Walter Coblenz, care fusese asistentul de regie la filmul produs de Laughlin, Two-Lane Blacktop (1971).

### Finanțare
Filmul anterior al lui Laughlin, Strange Behavior, a fost lansat de un mic distribuitor și de data aceasta a vrut ca filmul său să fie gestionat de unul major. Companiei Orion Pictures i-a plăcut scenariul și era în căutarea unui film bun la un preț modest, cu atractivitate pentru publicul larg. Orion a oferit jumătate din bugetul de 5,5 milioane de dolari al filmului, iar EMI Films din Anglia a venit cu restul. Orion a primit drepturi de distribuție pentru America de Nord, în timp ce EMI s-a ocupat de restul lumii. Ca parte a acordului de finanțare, Orion și EMI au cerut mai multe schimbări ale scenariului, pe care Condon și Laughlin le-au considerat dificil de îndeplinit, deoarece au trebuit să încerce să-și explice ideile verbal. Influența susținătorilor financiari a subminat scopul final al filmului. De exemplu, în scenariul original, guvernul american era o amenințare mult mai mare, cu o secvență de proporții care avea loc la o bază a forțelor aeriene. Aceste schimbări l-au deranjat pe Laughlin, deoarece au dus la lipsa unei secțiuni de mijloc care era bine definită în scenariu.
Orion și EMI au influențat, de asemenea, procesul de filmare și au aprobat fiecare alegere făcută de Laughlin. Scenariul original a fost scris pentru actorul Michael Murphy — el a fost ales pentru rolul principal din Strange Behavior — dar EMI a refuzat să-i permită să fie distribuit, spre confuzia regizorului, „pentru că nu părea să existe un motiv bun pentru respingerea lui. Cred că era o chestiune de gust personal”.  Orion și EMI i-au sugerat în schimb pe Mel Gibson și Powers Boothe, dar alegerea lui Laughlin a fost Paul Le Mat, pentru că nu jucase un asemenea rol înainte și avea o „înfățișare ca a lui Joel McCrea” pe care o căuta. Pentru rolul lui Betty, Laughlin și-a dorit o actriță din New York și nu pe cineva din California care să interpreteze o newyorkeză. Condon a fost un mare fan al filmelor lui Brian De Palma și al actriței Nancy Allen, care a apărut în mai multe dintre ele. Agentul guvernamental jucat de Louise Fletcher a fost scris inițial pentru un bărbat, un „birocrat în genul lui Bob Balaban”, dar în timpul rescrierii scenariului, Condon și Laughlin au decis să schimbe personajul într-o femeie și să o distribuie pe Louise Fletcher  care a apărut și în Strange Behavior.
Condon și Laughlin au creat un plan vizual în avans și acest lucru i-a ajutat să filmeze rapid Strange Invaders - în doar cinci săptămâni. Laughlin a fost ajutat de o a doua unitate de producție care a lucrat la efectele vizuale ale filmului. A angajat Private Stock Effects pentru a lucra la efectele vizuale, care au mai lucrat la Bătălie peste stele și Evadare din New York. Pentru efectele extraterestre protetice, l-a angajat pe James Cummins, un veteran al filmului lui John Carpenter, Creatura, iar mai târziu, scriitorul și regizorul filmului idol clasic de groază The Boneyard, căruia i-a fost eliminat numele din generic după dezbateri aprinse cu Laughlin despre felul în care efectele erau folosite și filmate. Laughlin a cedat și i-a permis lui Cummins să reînregistreze o scenă lungă aproape de sfârșitul filmului, în care extratereștrii își părăsesc înfățișarea umană în timp ce se pregătesc să se îmbarce într-o navă spațială realizată în stilul anilor 1950. Laughlin a plănuit un al treilea film dintr-o viitoare „Trilogie Ciudată” (Strange), film intitulat Aventurile lui Philip Strange (Adventures of Philip Strange), un thriller de spionaj din al Doilea Război Mondial cu elemente științifico-fantastice și spera să distribuie mulți dintre actorii și echipa de producție a celor două filme anterioare ale sale.

### Primire
În recenzia sa pentru The New York Times, Vincent Canby l-a numit „un film cu monștri de bun gust, cu un secret teribil: mănâncă alte filme”. David Ansen, de la revista Newsweek, a scris: „Planând indescifrabil între nostalgie și satiră, acest gen de film la modă îl confirmă pe Laughlin ca un stilist deliberat minor, dar unic. Depinde de spectator să stabilească cât de fals este stilul său naiv, dar orice alegere faci, Strange Invaders oferă o mulțime de distracție care relaxează”. Jay Scott, în recenzia sa pentru The Globe and Mail, a scris: „Strange Invaders este o pastișă, un amestec de școli cinematografice - de aforisme și clipiri către public care nu sunt chiar așa de amuzante pe cât ar trebui să fie”.
Colin Greenland a făcut o recenzie a filmului Strange Invaders pentru revista britanică Imagine și a declarat că „Strange Invaders nu se hotărăște niciodată dacă este o trimitere sau o recreare fidelă a The Invasion of the Body Snatchers; It Came from Outer Space; The Bubble; etc. Se situează undeva la mijloc: prea naiv pentru a fi convingător, prea conștient pentru a fi alegoric.”
Filmul a fost o dezamăgire la box office.
În 1984, Strange Invaders a fost nominalizat la premiul Saturn pentru cel mai bun scenariu și  la premiul pentru cel mai bun film la Festivalul de film fantastic de la Avoriaz.